# Torsten Bergman
Torsten Samuel Bergman, född 16 juli 1907 i Skellefteå, död 3 oktober 1989 i Bureå, var en svensk präst.
Efter studentexamen i Lund 1929 avlade Bergman teologisk-filosofisk examen 1931 samt blev teologie kandidat, avlade praktisk-teologiska prov och prästvigdes för Luleå stift 1935. Han blev pastoratsadjunkt i Bureå församling samma år, vice pastor i Holmsunds församling 1936, vice komminister i Nysätra församling 1937, vice pastor i Umeå landsförsamling 1938, vice komminister i Nordmalings församling samma år, i Nysätra församling samma år, kyrkoadjunkt i Skellefteå församling 1940, domkyrkoadjunkt i Luleå 1941, komminister i Nysätra 1942, i Luleå 1950 och var slutligen kyrkoherde i Nederluleå församling 1959–1972. 
Bergman var ordförande för Norrbottens läns skyddsförening för frigivna fångar och inspektor för Sunderby folkhögskola. Han var ledamot av Nordstjärneorden. Bergman är begravd på Bureå kyrkogård.

### Webbkällor
- "Gravar.se Bureå församling", läst 1 oktober 2013
- "Sveriges statskalender 1955", läst 1 oktober 2013
- "Sveriges statskalender 1964", läst 1 oktober 2013